# 迪塞爾河

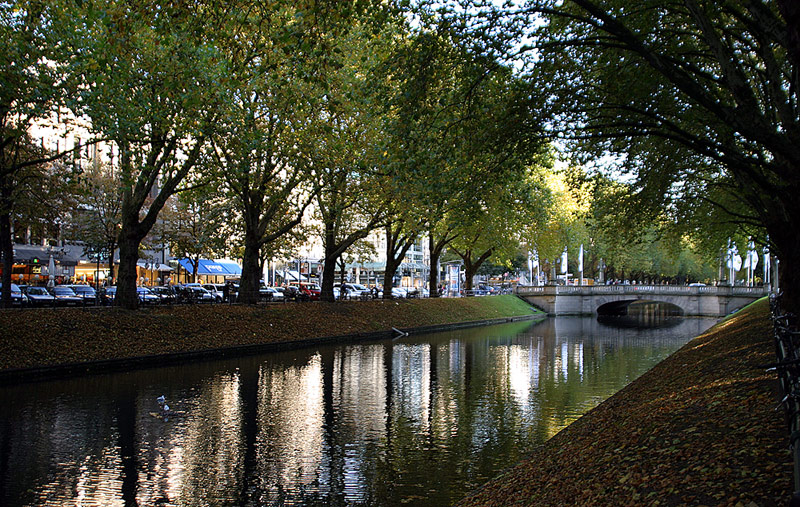

迪塞爾河（德語：Düssel）是德國的河流，位於北萊茵-威斯特法倫，屬於萊茵河的右支流，河道全長40公里，流域面積163平方公里，河畔城鎮有烏帕塔和杜塞爾多夫。
51°13′N 6°45′E / 51.217°N 6.750°E